# Octopus cyanea
Espèce
Le poulpe de récif commun ou poulpe diurne  (Octopus cyanea) est un Octopodidae vivant dans les eaux tropicales de l'océan Pacifique et de l'océan Indien.

## Description
C'est un gros poulpe pouvant mesurer jusqu'à 1,40 m de diamètre total, tentacules étendus, pour un corps d'une quarantaine de centimètres (les bras atteignent rarement un mètre, et mesurent en général quatre fois la longueur du manteau). Le corps est souvent brun violacé, mais sa couleur change selon l'humeur de l'animal (la livrée d'intimidation sera souvent rouge avec une bande blanche entre les yeux) ; il est aussi souvent parcouru de points blancs. 
Le critère le plus fiable pour reconnaître cette espèce est les ocelles foncés situés sous les yeux, qui demeurent discernables à travers les différentes colorations que peut prendre l'animal. 

## Habitat et répartition
On rencontre ce poulpe dans les récifs de corail de l'Indo-pacifique tropical. De mœurs discrètes et souvent nocturnes, il est surtout observé pendant la période des amours. 

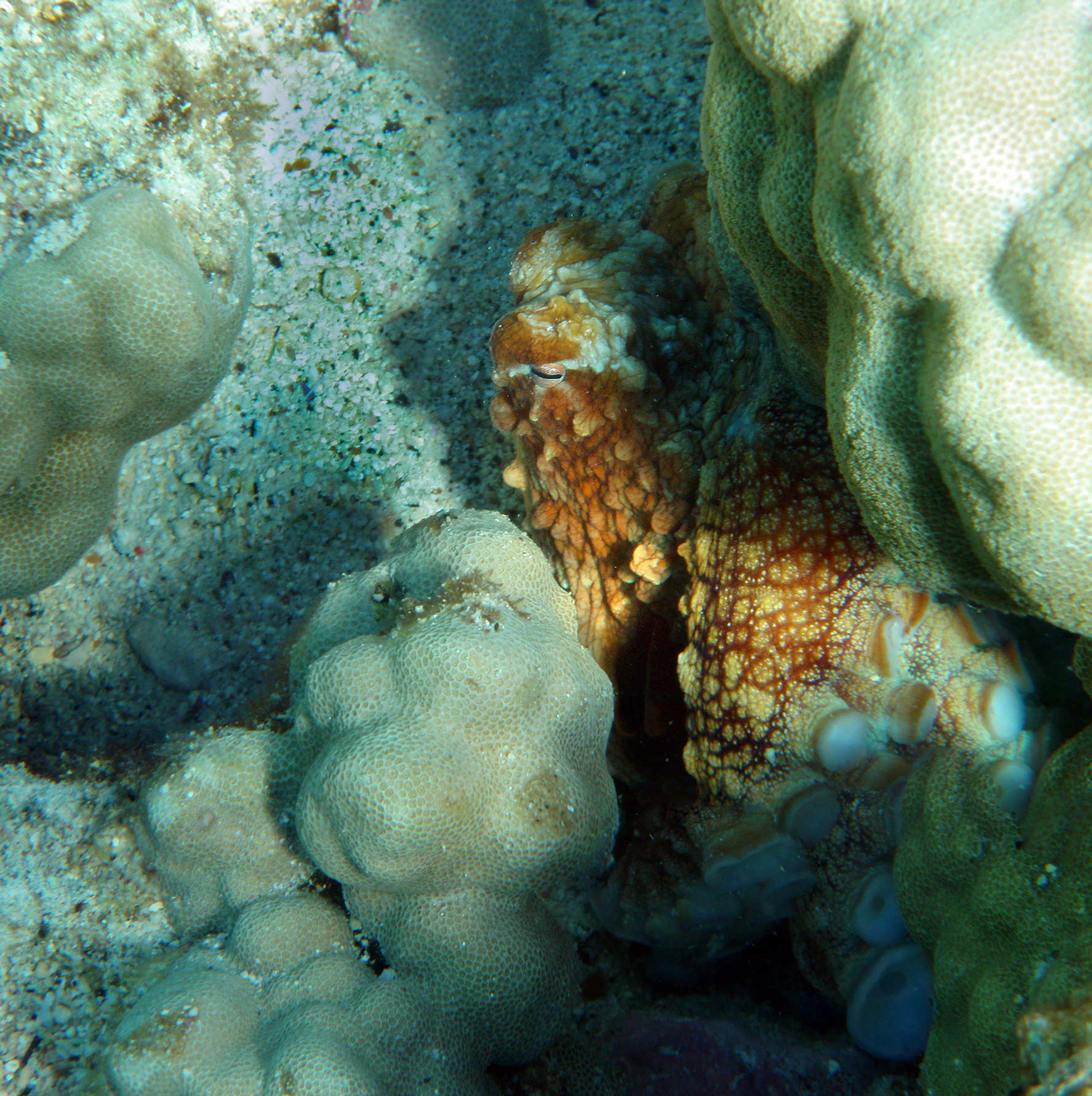
Poulpe de récif à Kona.
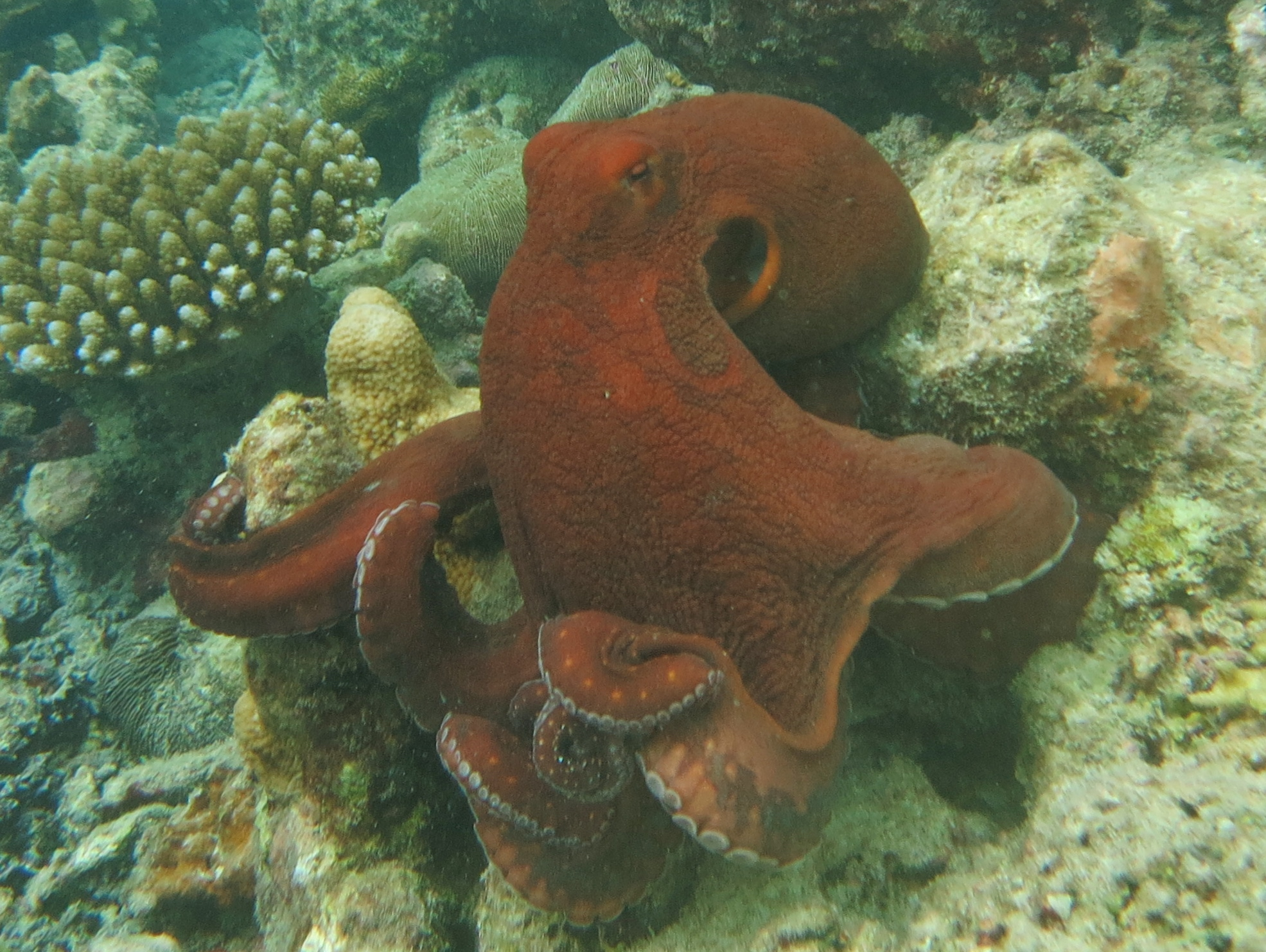
Aux Maldives, en livrée d'intimidation.
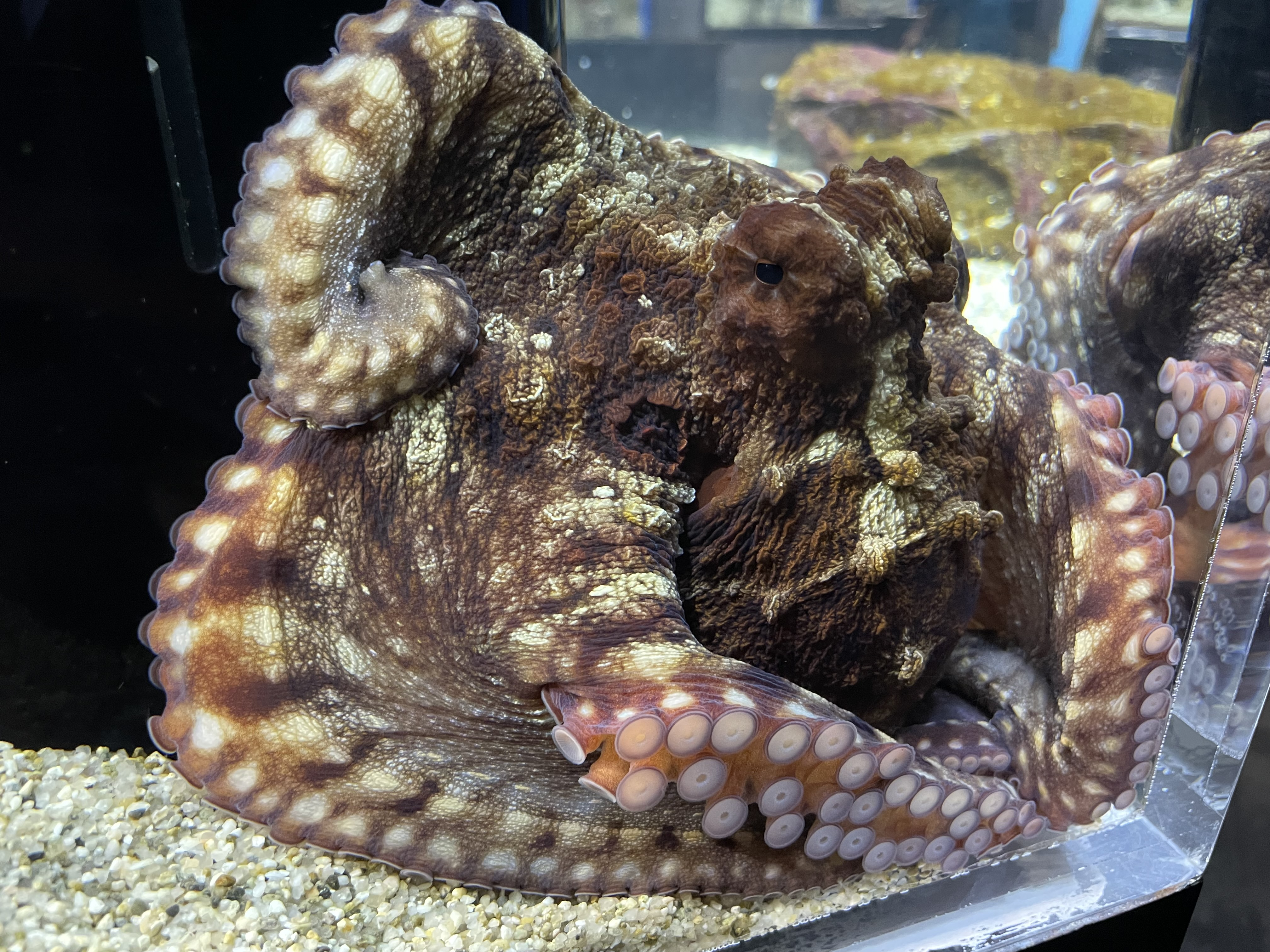
En captivité.
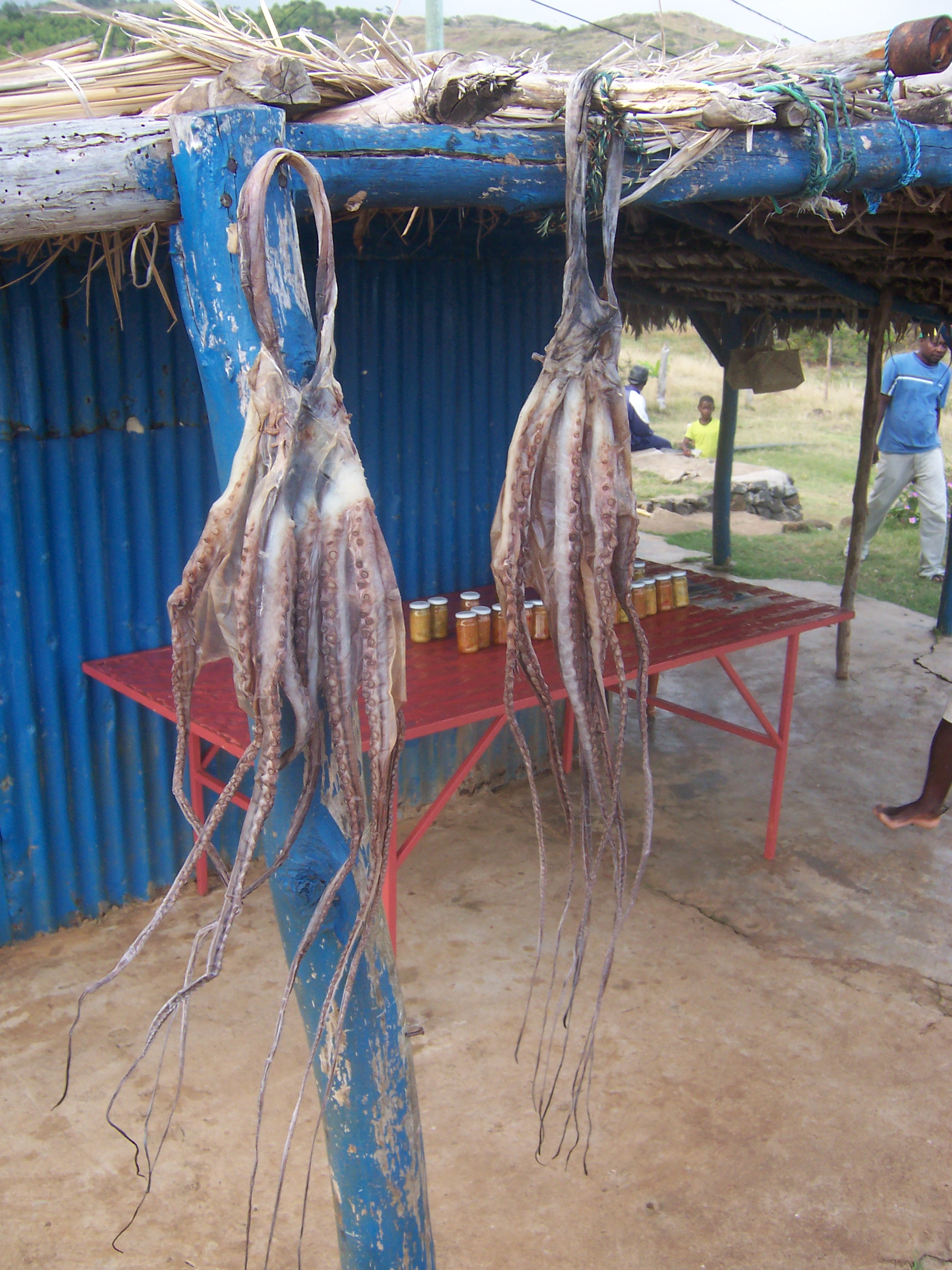
Cet animal fait l'objet d'une pêche commerciale (ici à Rodrigues).